# Barbeau Peak
Barbeau Peak je nejvyšší hora Ellesmerova ostrova a celého kanadského teritoria Nunavut. Její vrchol se nachází ve výšce 2616 m n. m. Hora byla pojmenována podle kanadského antropologa a polárníka Maria Barbeaua po jeho smrti v roce 1969.

## Přístup
Prvním člověkem na vrcholu Barbeau Peak byl v červnu 1967 Geoffrey Hattersley-Smith. Hora byla dosud zdolána pouze sedmkrát. Důvodem je drsné klima v oblasti a vysoké náklady na expedici kvůli odlehlosti místa od civilizace. Přístup k vrcholu komplikují hluboké skalní rozsedliny.